# Everton Football Club 1986-1987
Questa voce raccoglie le informazioni riguardanti l'Everton Football Club nelle competizioni ufficiali della stagione 1986-1987. 

## Stagione
La stagione iniziò con la vittoria condivisa dello Charity Shield con cugini del Liverpool. L’Everton partecipò in qualità di seconda classificata nelle due maggiori competizioni nazionali, visto il double del Liverpool della stagione precedente.  Nelle tre coppe disputate, i tofees si fermarono al quinto turno sia in FA Cup che in Coppa di Lega, mentre ai quarti si concluse la cavalcata in Full Members Cup. In campionato, l’Everton si classificò primo, vincendo il suo nono titolo.

## Maglie e sponsor
Sponsor tecnico: Umbro
Main Sponsor: NEC
| Manica sinistra · Maglietta · Maglietta · Manica destra · Pantaloncini · Calzettoni | Manica sinistra · Maglietta · Maglietta · Manica destra · Pantaloncini · Calzettoni |  |

## Rosa
| N. |                        | Ruolo | Calciatore        |
| -- | ---------------------- | ----- | ----------------- |
|    | Galles (bandiera)      | P     | Neville Southall  |
|    | Inghilterra (bandiera) | P     | Bobby Mimms       |
|    | Inghilterra (bandiera) | D     | Neil Pointon      |
|    | Inghilterra (bandiera) | D     | Alan Harper       |
|    | Inghilterra (bandiera) | D     | Derek Mountfield  |
|    | Inghilterra (bandiera) | D     | Ian Snodin        |
|    | Inghilterra (bandiera) | D     | Gary Stevens      |
|    | Galles (bandiera)      | D     | Pat van den Hauwe |
|    | Galles (bandiera)      | D     | Kevin Ratcliffe   |
|    | Inghilterra (bandiera) | D     | Dave Watson       |

| N. |                        | Ruolo | Calciatore     |
| -- | ---------------------- | ----- | -------------- |
|    | Inghilterra (bandiera) | C     | Paul Bracewell |
|    | Inghilterra (bandiera) | C     | Jason Danskin  |
|    | Inghilterra (bandiera) | C     | Neil Adams     |
|    | Inghilterra (bandiera) | C     | John Ebbrell   |
|    | Inghilterra (bandiera) | C     | Peter Reid     |
|    | Inghilterra (bandiera) | C     | Trevor Steven  |
|    | Irlanda (bandiera)     | C     | Kevin Sheedy   |
|    | Inghilterra (bandiera) | A     | Wayne Clarke   |
|    | Inghilterra (bandiera) | A     | Ian Marshall   |
|    | Scozia (bandiera)      | A     | Graeme Sharp   |

## Risultati

### FA Cup
| 10 gennaio 1987 Terzo turno | Southampton | 2 – 1 | Everton |  |

| 31 gennaio 1987 Quarto turno | Everton | 0 – 1 | Bradford City |  |

| 22 febbraio 1987 Quinto turno | Everton | 3 – 1 | Wimbledon FC |  |

### Charity Shield
| Arbitro: | Midgley |

|          |           |           |
| Rush 87’ | Marcatori | 80’ Heath |

## Statistiche dei giocatori
| Giocatore        | First Division | First Division | First Division | First Division | FA Cup   | FA Cup | FA Cup      | FA Cup     | League Cup | League Cup | League Cup  | League Cup | Charity Shield | Charity Shield | Charity Shield | Charity Shield | Totale   | Totale | Totale      | Totale     |
| Giocatore        | Presenze       | Reti           | Ammonizioni    | Espulsioni     | Presenze | Reti   | Ammonizioni | Espulsioni | Presenze   | Reti       | Ammonizioni | Espulsioni | Presenze       | Reti           | Ammonizioni    | Espulsioni     | Presenze | Reti   | Ammonizioni | Espulsioni |
| ---------------- | -------------- | -------------- | -------------- | -------------- | -------- | ------ | ----------- | ---------- | ---------- | ---------- | ----------- | ---------- | -------------- | -------------- | -------------- | -------------- | -------- | ------ | ----------- | ---------- |
| N. Adams         | 12             | 0              | ?              | ?              | ?        | ?      | ?           | ?          | ?          | ?          | ?           | ?          | ?              | ?              | ?              | ?              | 12+      | 0+     | ?           | ?          |
| W. Aspinall      | 6              | 0              | ?              | ?              | ?        | ?      | ?           | ?          | ?          | ?          | ?           | ?          | ?              | ?              | ?              | ?              | 6+       | 0+     | ?           | ?          |
| W. Clarke        | 10             | 5              | ?              | ?              | ?        | ?      | ?           | ?          | ?          | ?          | ?           | ?          | ?              | ?              | ?              | ?              | 10+      | 5+     | ?           | ?          |
| K. Langley       | 16             | 2              | ?              | ?              | ?        | ?      | ?           | ?          | ?          | ?          | ?           | ?          | ?              | ?              | ?              | ?              | 16+      | 2+     | ?           | ?          |
| A. Harper        | 36             | 2              | ?              | ?              | ?        | ?      | ?           | ?          | ?          | ?          | ?           | ?          | ?              | ?              | ?              | ?              | 36+      | 2+     | ?           | ?          |
| A. Heath         | 41             | 11             | ?              | ?              | ?        | ?      | ?           | ?          | ?          | ?          | ?           | ?          | ?              | ?              | ?              | ?              | 41+      | 11+    | ?           | ?          |
| I. Marshall      | 2              | 1              | ?              | ?              | ?        | ?      | ?           | ?          | ?          | ?          | ?           | ?          | ?              | ?              | ?              | ?              | 2+       | 1+     | ?           | ?          |
| M. Mimms         | 11             | 0              | ?              | ?              | ?        | ?      | ?           | ?          | ?          | ?          | ?           | ?          | ?              | ?              | ?              | ?              | 11+      | 0+     | ?           | ?          |
| D. Mountfield    | 13             | 3              | ?              | ?              | ?        | ?      | ?           | ?          | ?          | ?          | ?           | ?          | ?              | ?              | ?              | ?              | 13+      | 3+     | ?           | ?          |
| N. Pointon       | 12             | 1              | ?              | ?              | ?        | ?      | ?           | ?          | ?          | ?          | ?           | ?          | ?              | ?              | ?              | ?              | 12+      | 1+     | ?           | ?          |
| P. Power         | 40             | 4              | ?              | ?              | ?        | ?      | ?           | ?          | ?          | ?          | ?           | ?          | ?              | ?              | ?              | ?              | 40+      | 4+     | ?           | ?          |
| K. Ratcliffe     | 42             | 0              | ?              | ?              | ?        | ?      | ?           | ?          | ?          | ?          | ?           | ?          | ?              | ?              | ?              | ?              | 42+      | 0+     | ?           | ?          |
| P. Reid          | 16             | 1              | ?              | ?              | ?        | ?      | ?           | ?          | ?          | ?          | ?           | ?          | ?              | ?              | ?              | ?              | 16+      | 1+     | ?           | ?          |
| K. Richardson    | 1              | 0              | ?              | ?              | ?        | ?      | ?           | ?          | ?          | ?          | ?           | ?          | ?              | ?              | ?              | ?              | 1+       | 0+     | ?           | ?          |
| G. Sharp         | 27             | 5              | ?              | ?              | ?        | ?      | ?           | ?          | ?          | ?          | ?           | ?          | ?              | ?              | ?              | ?              | 27+      | 5+     | ?           | ?          |
| K. Sheedy        | 28             | 13             | ?              | ?              | ?        | ?      | ?           | ?          | ?          | ?          | ?           | ?          | ?              | ?              | ?              | ?              | 28+      | 13+    | ?           | ?          |
| I. Snodin        | 16             | 0              | ?              | ?              | ?        | ?      | ?           | ?          | ?          | ?          | ?           | ?          | ?              | ?              | ?              | ?              | 16+      | 0+     | ?           | ?          |
| N. Southall      | 31             | 0              | ?              | ?              | ?        | ?      | ?           | ?          | ?          | ?          | ?           | ?          | ?              | ?              | ?              | ?              | 31+      | 0+     | ?           | ?          |
| T. Steven        | 41             | 14             | ?              | ?              | ?        | ?      | ?           | ?          | ?          | ?          | ?           | ?          | ?              | ?              | ?              | ?              | 41+      | 14+    | ?           | ?          |
| M. Stevens       | 25             | 3              | ?              | ?              | ?        | ?      | ?           | ?          | ?          | ?          | ?           | ?          | ?              | ?              | ?              | ?              | 25+      | 3+     | ?           | ?          |
| P. van den Hauwe | 11             | 1              | ?              | ?              | ?        | ?      | ?           | ?          | ?          | ?          | ?           | ?          | ?              | ?              | ?              | ?              | 11+      | 1+     | ?           | ?          |
| D. Watson        | 35             | 3              | ?              | ?              | ?        | ?      | ?           | ?          | ?          | ?          | ?           | ?          | ?              | ?              | ?              | ?              | 35+      | 3+     | ?           | ?          |
| P. Wilkinson     | 22             | 3              | ?              | ?              | ?        | ?      | ?           | ?          | ?          | ?          | ?           | ?          | ?              | ?              | ?              | ?              | 22+      | 3+     | ?           | ?          |